# Guardamar de la Safor (kommun i Spanien)
Guardamar de la Safor är en kommun i Spanien.   Den ligger i provinsen Província de València och regionen Valencia, i den östra delen av landet, 300 km sydost om huvudstaden Madrid. Antalet invånare är 497. Arean är 1,1 kvadratkilometer. Guardamar de la Safor gränsar till Daimús, Gandia, Bellreguard och Miramar. 
Terrängen i Guardamar de la Safor är mycket platt.